# Charles Bigelow
Charles A. Bigelow, né en 1945 à Détroit est un créateur de caractères américain, historien de la typographie et professeur. 
Il est notamment réputé pour sa création, avec son associée Kris Holmes, des polices de caractères Lucida et Wingdings qui sont notamment utilisées par les produits Apple.
De 1982 à 1995 il a été professeur de typographie à l’université Stanford. Il a présidé le comité de recherche et d’enseignement de l’Association typographique internationale ; à ce titre, il a organisé le premier séminaire consacré à la typographie numérique. Intitulé The Computer and the Hand in Type Design (en français « Création de caractères avec l’ordinateur et la main »), il s’est tenu à Stanford en 1983.

## Caractères
Bigelow a dessiné ou participé à la création des polices de caractères suivantes :
- Leviathan ;
- Syntax Phonetic ;
- Lucida ;
- Lucida Grande ;
- Apple Chicago TrueType ;
- Apple Geneva TrueType ;
- Apple Monaco TrueType ;
- Apple New York TrueType ;
- Wingdings.

## Textes
- (en) La conception d’une police Unicode.
- (en) Bigelow à propos des polices Apple.